# Relatório La Guardia
O Relatório La Guardia (em inglês:  La Guardia Committee Report) foi o primeiro estudo detalhado sobre os efeitos de fumar a maconha.
Ele foi promovido em 1938 pelo prefeito de Nova York Fiorello La Guardia, que nomeou uma comissão de inquérito composta por médicos, professores e pesquisadores e, em 1944, opôs fortemente à campanha de repressão que Harry Anslinger foi travando contra as plantas de cânhamo.
O estudo foi apoiado, dentre outros, pela Academia de Medicina de Nova Iorque, pelo Commonwealth Fund, a Friedsam Foundation, e a New York Foundation.

## Conclusões
Depois de mais de cinco anos de pesquisas os membros da comissão de estudo elaboraram um catálogo constituído de 13 pontos de destaque com as conclusões que foram alcançadas. Deixando de lado a perspectiva sociológica e inerentes às estatísticas de consumo em zonas particulares de Nova Iorque, se estabeleceu que (pontos 7, 8 e 9):
1. A prática de fumar a maconha "não conduz à dependência", no sentido médico do termo.
2. A venda e distribuição da maconha não está sob o controle de nenhum único grupo organizado.
3. O uso da maconha não leva à dependência da morfina ou heroína ou cocaína e nenhum esforço é realizado no sentido de criar um mercado para estes narcóticos, estimulando a prática de fumar a maconha.

Portanto, de acordo com o Relatório La Guardia a Teoria da passagem (em inglês:  Gateway drug theory) carece de fundamento.

## Consequências
Publicado em 1944, o relatório havia certamente irritar Harry Anslinger, que o sinalizou como não científico.